# Bulembu
Koordinaten: 25° 57′ S, 31° 8′ O
Bulembu (ehemals Havelock) ist ein Ort in Eswatini. Er liegt in der Region Hhohho; im Jahr 1997 hatte er 2443 Einwohner. Der Ort wird heute noch mit dem inzwischen zwei Jahrzehnte zurückliegenden Asbestabbau in Verbindung gebracht.

## Geographie
Der Ort liegt am Westrand des Landes rund 1228 Meter über dem Meeresspiegel im Highveld, am Südhang des Emlembe, der mit 1862 Metern über dem Meeresspiegel der höchste Berg Eswatinis ist.

## Geschichte
Um 1882 fand man im Gebiet der heutigen Stadt Gold und Weißasbest. Der Ort wurde in der Folge unter dem Namen Havelock gegründet. 1939 wurde die Materialseilbahn Bulembu–Barberton erbaut, die Asbest aus der Havelock Mine nach Barberton in Südafrika und Koks für das Kohlekraftwerk in Bulembu beförderte. In den 1960er Jahren war die Mine eine der größten Asbestproduzenten der Welt und produzierte zu ihrem Höhepunkt 1976 rund 42.000 Tonnen pro Jahr. Der Betrieb der Mine erfolgte zunächst durch den britischen Mischkonzern Turner & Newall bis zum Zusammenbruch des Unternehmens wegen massiver Schadensersatzforderungen aufgrund nachgewiesener Asbest bedingter gesundheitlicher Schäden der Minenarbeiter 1991. Danach wurde die Mine von HVL Asbestos Swaziland bis zu deren Insolvenz aufgrund der stark sinkenden Nachfrage nach Asbest 2001 betrieben. Daraufhin wurde die Asbestmine geschlossen und die Seilbahn stillgelegt. Auch das Kraftwerk stellte seinen Betrieb ein. Von den mehreren tausend Einwohnern verließen fast alle bis auf etwa 50 innerhalb kürzester Zeit den Ort, der somit zu einer Geisterstadt wurde.
2006 kaufte die philanthropische Organisation Bulembu Ministries, die überwiegend von Kanadiern finanziert wird, den gesamten Ort plus 1700 ha umliegendes Land für 1 Million US-Dollar und ist seitdem für dessen Entwicklung verantwortlich. Der Zweck der Investition ist die Unterbringung von AIDS-Waisen, wozu die Gebäude und die Infrastruktur im Ort nach und nach renoviert wurden und immer noch werden. 2014 gab es bereits betreute Unterkünfte für 350 AIDS-Waisen. Das Hilfswerk „Mission Discovery“, das die Hilfsmaßnahme mit touristisch organisierter Arbeitsleistung bei den Renovierungsarbeiten zusätzlich unterstützt, hat das Ziel von 2000 betreuten Wohnplätzen für AIDS-Waisen anvisiert. Unter anderem wurde auch das Bulembu Museum mit Abteilungen zur Geologie, der Region und der Bergbaugeschichte des Ortes eingerichtet.

## Wirtschaft und Verkehr
Die Stadt liegt an der MR20, die von Piggs Peak über Bulembu zur südafrikanischen Grenze verläuft. Jenseits des Grenzübergangs Bulembu/Josefsdal führt sie als R40 unter anderem nach Barberton.
In den 1980er Jahren zählten die Bulembu Young Aces FC zu den erfolgreichsten Fußballmannschaften Eswatinis.